# Crazy Bunny Coaster
「Crazy Bunny Coaster」（クレイジー・バニー・コースター）は、2011年1月12日にリリースされたSuGのメジャー4枚目のシングルである。発売元はポニーキャニオン。

## 解説
- キャッチコピーは駆け抜けろ 絶叫系人生！。
- 初回限定盤にはそれぞれVIDEO CLIPが収録されたDVD付き。通常盤にはトレーディングカード全10種の内1種封入。

## 収録曲

### 初回限定盤A/B
CD
1. Crazy Bunny Coaster
2. NO OUT NO LIFE

DVD (A)
1. 「Crazy Bunny Coaster」 VIDEO CLIP

DVD (B)
1. 「NO OUT NO LIFE」 VIDEO CLIP

### 通常盤
1. Crazy Bunny Coaster
2. NO OUT NO LIFE
3. ID fudge factor